# La viga
La viga es un cortometraje de ficción, producido en 1996 y dirigido por Roberto Lázaro. Fue rodado en la localidad soriana de La Cuenca (Castilla y León) y merecedor del Premio Goya al Mejor Cortometraje de Ficción del año 1997.
El cortometraje muestra las tensiones entre el alcalde y el maestro de una pequeña localidad debido a las obras de rehabilitación que han de ejecutarse en la escuela.

## Premios
El cortometraje ha sido galardonado en más de treinta ocasiones.
| PREMIOS |
| --- |
| Premio Goya 1997 al Mejor Cortometraje de Ficción                                                          |
| Bronce Houston International Film Festival                                                                 |
| 3.er Premio Festival de cine de Carabanchel                                                                |
| Mejor Cortometraje Festival de Cine Inédito de Salamanca                                                   |
| Premio de la Crítica, premio del jurado joven y premio especial del jurado del Festival de Cine de Algarve |
| Mejor fotografía del Festival de Cine Ibérico de Badajoz.                                                  |
| 3.er Premio Muestra de Cortometrajes Ateneo de Madrid                                                      |
| Premio Plataforma Nuevos Realizadores                                                                      |
| Mejor cortometraje de Castilla y León, Festival de Medina del Campo                                        |
| 3.er Premio Festival de Aguilar de Campoo                                                                  |
| Mención especial en el Chicago Latino Film Festival                                                        |
| Máxima puntuación otorgada en 1997 por el ICAA a Cortometraje Realizado                                    |
| Festival Internacional do Cinema de Algarve                                                                |
| Premio del Público Muestra de Cine de Palencia                                                             |